# Esteban Ibarretxe
Esteban Ibarretxe (Bilbao, Bizkaia, 5 d'octubre de 1955 - 26 de gener de 2022) va ser un director de cinema i guionista basc. Juntament amb els germans Jose Miguel, Javier i Santiago, crea una de les famílies més estranyes del cinema basc. Fills d'un empresari naval, van utilitzar les seves oficines com a seu d'operacions de la seva productora. El 1996 va debutar amb el seu primer llargmetratge Sólo se muere dos veces, una comèdia d'humor negre que va realitzar amb els seus germans i que fou protagonitzat per Álex Angulo i Santiago Segura.

## Realització cinematogràfica

### Cinema
- Sabotage! (2000)
- Sólo se muere dos veces (1997)
- Malditas sean las suegras (1994)

### Televisió
- Agur, Olentzero, Agur (1997)
- Las memorias de Karbo Vantas (1993)